# آنتونیو پرگرفی
آنتونیو پرگرفی (انگلیسی: Antonio Pergreffi؛ زادهٔ ۶ مهٔ ۱۹۸۸) بازیکن فوتبال اهل ایتالیا است.